# درو بيتي
درو بيتي (بالإنجليزية: Drew Beattie)‏ هو نحات ورسام أمريكي، ولد في 1952 في أتلانتا في الولايات المتحدة.